# 中華民国立法委員選挙区
中華民国立法委員選挙区（繁: 中華民國立法委員選舉區）では、中華民国の立法委員選挙の選挙区を示す。
現在の立法院の定数は113議席で、73個の「区域立法委員選挙区」（小選挙区制）、2個の「原住民立法委員選挙区」（中選挙区制）と1個の「全国不分区及び僑居国外国民選挙区」（比例代表制）から選出されている。

## 沿革
中華民国政府は、1947年に公布された中華民国憲法および憲法施行準備手続に従い、1947年3月31日に『立法院立法委員の選挙および罷免に関する法律』（立法院立法委員選舉罷免法）を制定・公布し、1948年に第1回立法委員選挙を実施し、『訓政終了手続法』によって権限の行使を停止した「訓政時期の立法院」から権限を継承した。
しかし、1949年の国共内戦の敗戦により、中華民国政府は台湾へ移転した。多数の立法委員はこの時、中華民国政府とともに台湾に逃れたが、元の選挙区は既に中華人民共和国の統治下にあるため、中国大陸での選挙の実施は困難との理由から総選挙が見送られ、結局、1953年に本来の任期満了時期（3年）を過ぎた後も20年以上にわたって立法委員選挙は行われなかった。1969年に政府は『動員戡乱時期自由地区中央公職人員増選補選弁法』を制定・公布し、台湾省選挙区と台北市選挙区で1969年立法委員選挙を行った。1972年、国民大会第1期第5回会議は増額選挙の選挙方式を制定してから、立法委員選挙は憲法上の制約を受けずに中華民国自由地区で3年ごとに実施するようになった:90。
1980年、『動員戡乱時期公職人員選挙罷免法』が公布され、1991年の『動員戡乱時期臨時条款』廃止を受けて『公職人員選挙罷免法』に改称された。また、同時期に制定された『中華民国憲法増修条文』による憲法改正で、中華民国の議員や首長は中華民国自由地区の国民だけによって選出されるようになるため、1992年立法委員選挙で立法委員は全面的に改選されることとなった:95。2008年立法委員選挙からは小選挙区が主な制度に移行し、立法院の議席数が225議席から113議席に半減し、4年ごとに選挙が行われるようになった。
2019年、中央選挙委員会は一部選挙区の区域変更を決定し、翌年の2020年中華民国立法委員選挙から新たな区割りで実施されることになった。
現在の議員定数と任期は『中華民国憲法増修条文』第4条および『公職人員選挙罷免法』第35条により規定される。2008年立法委員選挙以降は小選挙区比例代表並立制（原住民選挙区のみは中選挙区制）を採用しており、立法委員の定数は113人、任期は4年、再選も可能である。具体的な議席の分配は以下の通りである。
- 各直轄市、県、市の下にある73の小選挙区から1人ずつ、かつ各県・市からは最少1人が選出される。
- 山地原住民選挙区と平地原住民選挙区からはそれぞれ3人が選出される。
- 政党名簿比例代表制の全国不分区及び僑居国外国民選挙区[17]からは34人の議員が選出される。

## 区域選挙区
1948年の第1期立法委員選挙は単記非移譲式投票の大選挙区制を採用していた。全国47の省・直轄市および蒙古地方、西蔵地方から659人の立法委員が選出された。定数は「人口が300万未満の選挙区からは5人、300万人以上の選挙区は超過分100万人ごとに1人増加」と規定された:87, 98。
1969年の増員選挙では、台北市選挙区、台湾省の2つの選挙区で11人が選出された。
1972年の増額選挙では、台北市選挙区、分割された台湾省の6つの選挙区、福建省選挙区で27人が選出された。1975年の増額選挙でも同じ選挙区から28人が選出された。
1979年に高雄市は直轄市に移行したため、1980年の増額選挙では、台北市選挙区、高雄市選挙区、台湾省の6つの選挙区、福建省選挙区で52人が選出された。1983年の増額選挙でも同じ選挙区から53人、1986年の増額選挙でも同じ選挙区から55人が選出された。
1989年に『動員戡乱時期公職人員選挙罷免法』が大幅に修正され、同年に行われた増額選挙では台湾省の選挙区は全21県市ごと分割され、定数も59人に固定された。台湾省に属さない台北市と高雄市はそれぞれ2つの選挙区に分割され、定数も20人に固定された。
しかし、中華民国憲法増修条文の制定により動員戡乱時期臨時条款が廃止されたことで、万年国会となっていた立法院が解散され、初の全面改選が行われることとなった。
第2回立法委員選挙では、台湾省の21の選挙区、福建省選挙区はそれぞれ県市名の選挙区となり、119人が選出された。第3回でも同じ選挙区から122人が選出された。1997年7月、憲法増修条文第9条第3項の規定に基づき台湾省政府が虚省化され、台湾省議会が解散することとなった。失職する台湾省議会議員の救済策のため、国民大会で憲法増修条文第4条を改正して総議席数を225議席とし、翌年の第4回から適用されることになった。選挙区は台北県を3つに分割し、それぞれ議席の増加分が割り当てられた。第5回と第6回でも各選挙区の定数に微調整を行いながら継承された。
2004年8月、立法院は第7回憲法修正案を提出した。この憲法修正案は翌年5月の国民大会代表選挙で選出された300名の国民大会代表による審議の末、2005年6月7日に可決・成立した。この憲法改正後、立法委員の地方選挙区は各選挙区で1人を選出する小選挙区制に移行した。全国で合計73議席が設定され、各県市にまず1議席を配分し、残りの議席は各県市の人口（原住民を除く）に応じて配分し、複数の立法委員を選出すべきである県市では行政区域内の選挙区の区割りの分割を行った。また、『公職人員選挙罷免法』第35条に基づき、2008年の第7回立法委員選挙の選挙区の発表日から、人口の変動に応じて10年ごとに選挙区の見直しが行われる。例えば、直近の選挙区再編は2019年に発表され、台南市（5→6）と新竹県（1→2）ではそれぞれ1議席増、高雄市（9→8）と屏東県（3→2）ではそれぞれ1議席減となった。この新しい選挙区は2020年の第10回立法委員選挙で初めて適用された。

### 小選挙区の一覧
| 中華民国自由地区（台湾地区）の小選挙区の区割り図 | 中華民国自由地区（台湾地区）の小選挙区の区割り図 | 中華民国自由地区（台湾地区）の小選挙区の区割り図 | 中華民国自由地区（台湾地区）の小選挙区の区割り図 | 中華民国自由地区（台湾地区）の小選挙区の区割り図 | 中華民国自由地区（台湾地区）の小選挙区の区割り図 | 中華民国自由地区（台湾地区）の小選挙区の区割り図 | 中華民国自由地区（台湾地区）の小選挙区の区割り図 | 中華民国自由地区（台湾地区）の小選挙区の区割り図 | 中華民国自由地区（台湾地区）の小選挙区の区割り図 |
| --- | ------------------------------------------------ | ------------------------------------------------ | ------------------------------------------------ | ------------------------------------------------ | ------------------------------------------------ | ------------------------------------------------ | ------------------------------------------------ | ------------------------------------------------ | ------------------------------------------------ |
| 新1 新2 新3 新4 新5 新6 新7 新8 新9 新10 新11 新12 北1 北2 北3 北4 北5 北6 北7 北8 桃1 桃2 桃3 桃4 桃5 桃6 中1 中2 中3 中4 中5 中6 中7 中8 南1 南2 南3 南4 南5 南6 高1 高2 高3 高4 高5 高6 高7 高8 宜蘭 竹1 竹2 苗1 苗2 彰1 彰2 彰3 彰4 投1 投2 雲1 雲2 嘉1 嘉2 屏1 屏2 台東 花蓮 澎湖 基隆 竹市 嘉市 金門 連江 |                                                  |                                                  |                                                  |                                                  |                                                  |                                                  |                                                  |                                                  |                                                  |

| 選挙区             | 有権者数 | 面積     | 人口密度  | 区域 | 現職立法委員 | 現職立法委員             | 地図 | 参考資料             |
| ------------------ | -------- | -------- | --------- | --- | ------------ | ------------------------ | ---- | -------------------- |
| 基隆市選挙区       | 303,939  | 132.76   | 2,289.39  | 基隆市 |              | 林沛祥 · （ 中国国民党） |      | [ 32 ] [ 33 ]        |
| 台北市第一選挙区   | 267,166  | 61.71    | 4,329.38  | 北投区、士林区13里 |              | 呉思瑶 · （ 民主進歩党） |      | [ 34 ] [ 33 ] [ 35 ] |
| 台北市第二選挙区   | 254,827  | 62.02    | 4,108.79  | 大同区、士林区38里 |              | 王世堅 · （ 民主進歩党） |      | [ 34 ] [ 33 ] [ 35 ] |
| 台北市第三選挙区   | 277,328  | 21.01    | 13,199.81 | 中山区、松山区20里 |              | 王鴻薇 · （ 中国国民党） |      | [ 34 ] [ 33 ] [ 36 ] |
| 台北市第四選挙区   | 318,085  | 53.42    | 5,954.42  | 内湖区、南港区 |              | 李彦秀 · （ 中国国民党） |      | [ 34 ] [ 33 ]        |
| 台北市第五選挙区   | 233,914  | 14.14    | 16,542.72 | 万華区、中正区21里 |              | 呉沛憶 · （ 民主進歩党） |      | [ 34 ] [ 33 ] [ 37 ] |
| 台北市第六選挙区   | 233,123  | 11.36    | 20,521.39 | 大安区 |              | 羅智強 · （ 中国国民党） |      | [ 34 ] [ 33 ]        |
| 台北市第七選挙区   | 234,816  | 15.64    | 15,013.81 | 信義区、松山区13里 |              | 徐巧芯 · （ 中国国民党） |      | [ 34 ] [ 33 ] [ 36 ] |
| 台北市第八選挙区   | 248,318  | 33.83    | 7,340.17  | 文山区、中正区10里 |              | 頼士葆 · （ 中国国民党） |      | [ 34 ] [ 33 ] [ 37 ] |
| 新北市第一選挙区   | 387,634  | 300.72   | 1,289.02  | 石門区、三芝区、淡水区、八里区、林口区、泰山区 |              | 洪孟楷 · （ 中国国民党） |      | [ 38 ] [ 33 ]        |
| 新北市第二選挙区   | 297,867  | 44.31    | 6,722.34  | 五股区、蘆洲区、三重区16里 |              | 林淑芬 · （ 民主進歩党） |      | [ 38 ] [ 39 ] [ 33 ] |
| 新北市第三選挙区   | 265,754  | 14.31    | 18,571.21 | 三重区103里 |              | 李坤城 · （ 民主進歩党） |      | [ 38 ] [ 39 ]        |
| 新北市第四選挙区   | 301,391  | 17.55    | 17,173.28 | 新荘区75里 |              | 呉秉叡 · （ 民主進歩党） |      | [ 38 ] [ 40 ]        |
| 新北市第五選挙区   | 257,063  | 56.45    | 4,553.82  | 樹林区、鶯歌区、新荘区9里 |              | 蘇巧慧 · （ 民主進歩党） |      | [ 38 ] [ 40 ] [ 33 ] |
| 新北市第六選挙区   | 222,016  | 10.02    | 22,157.29 | 板橋区65里 |              | 張宏陸 · （ 民主進歩党） |      | [ 38 ] [ 41 ]        |
| 新北市第七選挙区   | 233,122  | 13.18    | 17,687.56 | 板橋区61里 |              | 葉元之 · （ 中国国民党） |      | [ 38 ] [ 41 ]        |
| 新北市第八選挙区   | 287,651  | 17.21    | 16,714.18 | 中和区76里 |              | 張智倫 · （ 中国国民党） |      | [ 38 ] [ 42 ]        |
| 新北市第九選挙区   | 238,299  | 7.67     | 31,068.97 | 永和区、中和区17里 |              | 林徳福 · （ 中国国民党） |      | [ 38 ] [ 42 ] [ 33 ] |
| 新北市第十選挙区   | 290,715  | 221.01   | 1,315.39  | 土城区、三峡区 |              | 呉琪銘 · （ 民主進歩党） |      | [ 38 ] [ 33 ]        |
| 新北市第十一選挙区 | 296,636  | 777.12   | 381.71    | 新店区、深坑区、石碇区、坪林区、烏来区 |              | 羅明才 · （ 中国国民党） |      | [ 38 ] [ 33 ]        |
| 新北市第十二選挙区 | 259,761  | 572.12   | 463.38    | 汐止区、金山区、万里区、瑞芳区、平渓区、双渓区、貢寮区 |              | 廖先翔 · （ 中国国民党） |      | [ 38 ] [ 33 ]        |
| 桃園市第一選挙区   | 339,558  | 155.77   | 2,179.87  | 蘆竹区、亀山区、桃園区13里 |              | 牛煦庭 · （ 中国国民党） |      | [ 43 ] [ 33 ] [ 44 ] |
| 桃園市第二選挙区   | 308,717  | 349.51   | 883.29    | 楊梅区、新屋区、観音区、大園区 |              | 涂権吉 · （ 中国国民党） |      | [ 43 ] [ 33 ]        |
| 桃園市第三選挙区   | 301,213  | 71.86    | 4,191.66  | 中壢区73里 |              | 魯明哲 · （ 中国国民党） |      | [ 43 ] [ 45 ]        |
| 桃園市第四選挙区   | 302,323  | 26.16    | 11,556.69 | 桃園区66里 |              | 万美玲 · （ 中国国民党） |      | [ 43 ] [ 33 ]        |
| 桃園市第五選挙区   | 280,634  | 122.99   | 2,281.76  | 平鎮区、龍潭区 |              | 呂玉玲 · （ 中国国民党） |      | [ 43 ] [ 33 ]        |
| 桃園市第六選挙区   | 282,216  | 494.01   | 571.28    | 八徳区、大渓区、復興区、中壢区12里 |              | 邱若華 · （ 中国国民党） |      | [ 43 ] [ 45 ] [ 44 ] |
| 新竹市選挙区       | 359,465  | 104.15   | 3,451.42  | 新竹市 |              | 鄭正鈐 · （ 中国国民党） |      | [ 46 ] [ 33 ]        |
| 新竹県第一選挙区   | 215,267  | 913.13   | 235.75    | 新豊郷、湖口郷、新埔鎮、芎林郷、関西鎮、尖石郷、竹北市12里 |              | 徐欣瑩 · （ 中国国民党） |      | [ 47 ] [ 33 ] [ 44 ] |
| 新竹県第二選挙区   | 232,865  | 514.41   | 452.68    | 竹東鎮、宝山郷、北埔郷、峨眉郷、横山郷、五峰郷、竹北市19里 |              | 林思銘 · （ 中国国民党） |      | [ 47 ] [ 33 ] [ 44 ] |
| 苗栗県第一選挙区   | 205,858  | 526.26   | 391.45    | 竹南鎮、後龍鎮、造橋郷、通霄鎮、西湖郷、銅鑼郷、三義郷、苑裡鎮 |              | 陳超明 · （ 中国国民党） |      | [ 48 ] [ 33 ]        |
| 苗栗県第二選挙区   | 231,863  | 1,294.06 | 179.14    | 頭份市、三湾郷、南庄郷、苗栗市、公館郷、頭屋郷、大湖郷、獅潭郷、卓蘭鎮、泰安郷                                                                                                 |              | 邱鎮軍 · （ 中国国民党） |      | [ 48 ] [ 33 ]        |
| 台中市第一選挙区   | 223,459  | 209.11   | 1,068.62  | 大甲区、大安区、外埔区、清水区、梧棲区 |              | 蔡其昌 · （ 民主進歩党） |      | [ 49 ] [ 33 ]        |
| 台中市第二選挙区   | 302,779  | 256.98   | 1,178.22  | 沙鹿区、龍井区、大肚区、烏日区、霧峰区 |              | 顔寬恒 · （ 中国国民党） |      | [ 49 ] [ 33 ]        |
| 台中市第三選挙区   | 260,251  | 152.25   | 1,709.37  | 后里区、神岡区、大雅区、潭子区 |              | 楊瓊瓔 · （ 中国国民党） |      | [ 49 ] [ 33 ]        |
| 台中市第四選挙区   | 329,203  | 71.10    | 4,630.14  | 西屯区、南屯区 |              | 廖偉翔 · （ 中国国民党） |      | [ 49 ] [ 33 ]        |
| 台中市第五選挙区   | 363,225  | 69.64    | 5,215.75  | 北屯区、北区 |              | 黄健豪 · （ 中国国民党） |      | [ 49 ] [ 33 ]        |
| 台中市第六選挙区   | 273,367  | 22.68    | 12,053.22 | 東区、南区、中区、西区 |              | 羅廷瑋 · （ 中国国民党） |      | [ 49 ] [ 33 ]        |
| 台中市第七選挙区   | 329,666  | 149.62   | 2,203.36  | 太平区、大里区 |              | 何欣純 · （ 民主進歩党） |      | [ 49 ] [ 33 ]        |
| 台中市第八選挙区   | 210,595  | 1,283.51 | 164.08    | 豊原区、石岡区、東勢区、新社区、和平区 |              | 江啓臣 · （ 中国国民党） |      | [ 49 ] [ 33 ]        |
| 彰化県第一選挙区   | 254,642  | 199.05   | 1,279.29  | 伸港郷、線西郷、和美鎮、鹿港鎮、福興郷、秀水郷 |              | 陳秀宝 · （ 民主進歩党） |      | [ 50 ] [ 33 ]        |
| 彰化県第二選挙区   | 239,682  | 140.06   | 1,711.28  | 彰化市、花壇郷、芬園郷 |              | 黄秀芳 · （ 民主進歩党） |      | [ 50 ] [ 33 ]        |
| 彰化県第三選挙区   | 267,187  | 381.76   | 699.88    | 芳苑郷、二林鎮、埔塩郷、渓湖鎮、埔心郷、大城郷、竹塘郷、埤頭郷、北斗鎮、渓州郷                                                                                                 |              | 謝衣鳳 · （ 中国国民党） |      | [ 50 ] [ 33 ]        |
| 彰化県第四選挙区   | 264,830  | 215.69   | 1,227.81  | 大村郷、員林市、永靖郷、社頭郷、田尾郷、田中鎮、二水郷 |              | 陳素月 · （ 民主進歩党） |      | [ 50 ] [ 33 ]        |
| 南投県第一選挙区   | 186,220  | 1,983.52 | 93.88     | 埔里鎮、草屯鎮、中寮郷、魚池郷、国姓郷、仁愛郷 |              | 馬文君 · （ 中国国民党） |      | [ 51 ] [ 33 ]        |
| 南投県第二選挙区   | 198,325  | 1,875.58 | 105.74    | 南投市、名間郷、集集鎮、竹山鎮、鹿谷郷、水里郷、信義郷 |              | 游顥 · （ 中国国民党）   |      | [ 51 ] [ 33 ]        |
| 雲林県第一選挙区   | 275,065  | 681.07   | 403.87    | 麦寮郷、台西郷、東勢郷、褒忠郷、土庫鎮、虎尾鎮、四湖郷、元長郷、口湖郷、水林郷、北港鎮                                                                                         |              | 丁学忠 · （ 中国国民党） |      | [ 52 ] [ 33 ]        |
| 雲林県第二選挙区   | 282,040  | 609.77   | 462.54    | 崙背郷、二崙郷、西螺鎮、莿桐郷、林内郷、斗六市、大埤郷、斗南鎮、古坑郷 |              | 劉建国 · （ 民主進歩党） |      | [ 52 ] [ 33 ]        |
| 嘉義市選挙区       | 215,871  | 60.03    | 3,596.05  | 嘉義市 |              | 王美恵 · （ 民主進歩党） |      | [ 53 ] [ 33 ]        |
| 嘉義県第一選挙区   | 196,901  | 524.77   | 375.21    | 六脚郷、東石郷、朴子市、太保市、布袋鎮、義竹郷、鹿草郷、水上郷 |              | 蔡易余 · （ 民主進歩党） |      | [ 54 ] [ 33 ]        |
| 嘉義県第二選挙区   | 220,303  | 1,378.86 | 159.80    | 渓口郷、大林鎮、梅山郷、新港郷、民雄郷、竹崎郷、中埔郷、番路郷、阿里山郷、大埔郷                                                                                               |              | 陳冠廷 · （ 民主進歩党） |      | [ 54 ] [ 33 ]        |
| 台南市第一選挙区   | 245,226  | 716.77   | 342.13    | 後壁区、白河区、北門区、学甲区、塩水区、新営区、柳営区、東山区、将軍区、下営区、六甲区                                                                                         |              | 頼恵員 · （ 民主進歩党） |      | [ 55 ] [ 33 ]        |
| 台南市第二選挙区   | 254,767  | 924.82   | 275.48    | 七股区、佳里区、麻豆区、官田区、善化区、大内区、玉井区、楠西区、西港区、安定区、山上区、左鎮区、南化区                                                                         |              | 郭国文 · （ 民主進歩党） |      | [ 55 ] [ 33 ]        |
| 台南市第三選挙区   | 270,260  | 117.64   | 2,297.35  | 安南区、北区 |              | 陳亭妃 · （ 民主進歩党） |      | [ 55 ] [ 33 ]        |
| 台南市第四選挙区   | 259,650  | 150.14   | 1,729.39  | 新市区、永康区、新化区 |              | 林宜瑾 · （ 民主進歩党） |      | [ 55 ] [ 33 ]        |
| 台南市第五選挙区   | 265,687  | 48.70    | 5,455.59  | 安平区、中西区、南区、東区16里 |              | 林俊憲 · （ 民主進歩党） |      | [ 55 ] [ 33 ] [ 44 ] |
| 台南市第六選挙区   | 260,372  | 233.09   | 1,117.04  | 仁徳区、帰仁区、関廟区、龍崎区、東区29里 |              | 王定宇 · （ 民主進歩党） |      | [ 55 ] [ 33 ] [ 44 ] |
| 高雄市第一選挙区   | 217,467  | 2,394.69 | 90.81     | 桃源区、那瑪夏区、甲仙区、六亀区、杉林区、内門区、旗山区、美濃区、茂林区、阿蓮区、田寮区、燕巣区、大樹区、大社区                                                               |              | 邱議瑩 · （ 民主進歩党） |      | [ 56 ] [ 33 ]        |
| 高雄市第二選挙区   | 263,401  | 207.23   | 1,271.06  | 茄萣区、湖内区、路竹区、永安区、岡山区、弥陀区、梓官区、橋頭区 |              | 邱志偉 · （ 民主進歩党） |      | [ 56 ] [ 33 ]        |
| 高雄市第三選挙区   | 314,457  | 45.21    | 6,955.47  | 楠梓区、左営区 |              | 李柏毅 · （ 民主進歩党） |      | [ 56 ] [ 33 ]        |
| 高雄市第四選挙区   | 270,354  | 164.00   | 1,648.5   | 仁武区、鳥松区、大寮区、林園区 |              | 林岱樺 · （ 民主進歩党） |      | [ 56 ] [ 33 ]        |
| 高雄市第五選挙区   | 302,097  | 21.14    | 14,290.30 | 三民区、苓雅区8里 |              | 李昆沢 · （ 民主進歩党） |      | [ 56 ] [ 33 ] [ 44 ] |
| 高雄市第六選挙区   | 313,653  | 26.80    | 11,703.47 | 鼓山区、鹽埕区、前金区、新興区、苓雅区61里 |              | 黄捷 · （ 民主進歩党）   |      | [ 56 ] [ 33 ] [ 44 ] |
| 高雄市第七選挙区   | 293,502  | 26.76    | 10,968.94 | 鳳山区 |              | 許智傑 · （ 民主進歩党） |      | [ 56 ] [ 33 ]        |
| 高雄市第八選挙区   | 302,464  | 66.03    | 4,580.71  | 旗津区、前鎮区、小港区 |              | 頼瑞隆 · （ 民主進歩党） |      | [ 56 ] [ 33 ]        |
| 屏東県第一選挙区   | 319,941  | 1,022.40 | 312.93    | 里港郷、高樹郷、三地門郷、霧台郷、九如郷、塩埔郷、長治郷、内埔郷、瑪家郷、屏東市、麟洛郷                                                                                       |              | 鍾佳浜 · （ 民主進歩党） |      | [ 57 ] [ 33 ]        |
| 屏東県第二選挙区   | 312,045  | 1,753.20 | 177.99    | 万丹郷、泰武郷、竹田郷、万巒郷、潮州鎮、新園郷、崁頂郷、南州郷、新埤郷、来義郷、東港鎮、林辺郷、佳冬郷、枋寮郷、春日郷、枋山郷、獅子郷、牡丹郷、車城郷、満州郷、恒春鎮、琉球郷 |              | 徐富癸 · （ 民主進歩党） |      | [ 57 ] [ 33 ]        |
| 宜蘭県選挙区       | 365,227  | 2,143.63 | 170.38    | 宜蘭県 |              | 陳俊宇 · （ 民主進歩党） |      | [ 58 ] [ 33 ]        |
| 花蓮県選挙区       | 193,766  | 4,628.57 | 41.86     | 花蓮県 |              | 傅崐萁 · （ 中国国民党） |      | [ 59 ] [ 33 ]        |
| 台東県選挙区       | 115,336  | 3,515.25 | 32.81     | 台東県 |              | 黄建賓 · （ 中国国民党） |      | [ 60 ] [ 33 ]        |
| 澎湖県選挙区       | 91,352   | 126.86   | 720.10    | 澎湖県 |              | 楊曜 · （ 民主進歩党）   |      | [ 61 ] [ 33 ]        |
| 金門県選挙区       | 124,669  | 151.66   | 822.03    | 金門県 |              | 陳玉珍 · （ 中国国民党） |      | [ 62 ] [ 33 ]        |
| 連江県選挙区       | 11,640   | 28.80    | 407.17    | 連江県 |              | 陳雪生 · （ 中国国民党） |      | [ 63 ] [ 33 ]        |

### 廃止された選挙区
2020年の選挙区再編により廃止
- 新竹県選挙区
- 台南市第一選挙区 (-2020年)
- 台南市第二選挙区 (-2020年)
- 台南市第三選挙区 (-2020年)
- 台南市第四選挙区 (-2020年)
- 台南市第五選挙区 (-2020年)
- 高雄市第五選挙区 (-2020年)
- 高雄市第六選挙区 (-2020年)
- 高雄市第七選挙区 (-2020年)
- 高雄市第九選挙区 (-2020年)
- 屏東県第一選挙区 (-2020年)
- 屏東県第二選挙区 (-2020年)
- 屏東県第三選挙区 (-2020年)

2008年の選挙制度改制により廃止
- 台北市第一選挙区 (大選挙区)
- 台北市第二選挙区 (大選挙区)
- 台北県第一選挙区 (大選挙区)
- 台北県第二選挙区 (大選挙区)
- 台北県第二選挙区 (大選挙区)
- 桃園県選挙区
- 苗栗県選挙区
- 台中市選挙区
- 台中県選挙区
- 彰化県選挙区
- 南投県選挙区
- 雲林県選挙区
- 嘉義県選挙区
- 台南市選挙区
- 台南県選挙区
- 高雄市第一選挙区 (大選挙区)
- 高雄市第二選挙区 (大選挙区)
- 高雄県選挙区
- 屏東県選挙区

1998年の選挙区分割により廃止
- 台北県選挙区

それ以前に廃止された選挙区
- 台湾省選挙区
- 台北市選挙区
- 高雄市選挙区
- 福建省選挙区

## 原住民選挙区
原住民立法委員選挙区は、1972年中華民国立法委員選挙で初めて設立された選挙区である。『動員戡乱時期自由地区増加中央民意代表名額選挙弁法』によると、中華民国自由地区の「山胞」からは1人の立法委員が選出される」:91-92。1980年立法委員選挙からは、「平地山胞」と「山地山胞」1人ずつの計2名が選出された:93。1989年立法委員選挙では2人ずつ、1992年立法委員選挙では3人ずつが選出された:94-95。1994年に「山胞」が呼称変更により「原住民」に改名されたため、「山胞選挙区」も1995年の第3回立法委員選挙から「原住民選挙区」に改名された:96。1998年の第4回立法委員選挙からは「平地原住民」と「山地原住民」が4人ずつ選出されたが、2008年の第7回立法委員選挙からは3人ずつ選出されることとなり、現在に至る:97, 101。
「平地原住民選挙区」と「山地原住民選挙区」は共に中選挙区制となっており、最も得票数が多い3人が当選者となる。中華民国自由地区の全域を区域としているが、これらの選挙区で選挙権を有する条件は『原住民身分法』第2条により「日本統治時代の本籍地は山地/平地行政区にある、かつ戸籍に本人または直系尊属は原住民であることが明記されていること」と厳格に定められている:80。
| 選挙区           | 有権者数 | 当選順位 | 現職立法委員 | 現職立法委員                                                | 参考資料      |
| ---------------- | -------- | -------- | ------------ | ----------------------------------------------------------- | ------------- |
| 山地原住民選挙区 | 228,164  | 1位      |              | 高金素梅 （タイヤル語：Ciwas Ali） （無所属）               | [ 13 ] [ 31 ] |
| 山地原住民選挙区 | 228,164  | 2位      |              | 伍麗華 · （ルカイ語：Saidhai Tahovecahe） · （ 民主進歩党） | [ 13 ] [ 31 ] |
| 山地原住民選挙区 | 228,164  | 3位      |              | 盧県一 · （ルカイ語：Sasuyu Ruljuwan） · （ 中国国民党）    | [ 13 ] [ 31 ] |
| 平地原住民選挙区 | 210,036  | 1位      |              | 鄭天財 · （アミ語：Sra Kacaw） · （ 中国国民党）            | [ 13 ] [ 31 ] |
| 平地原住民選挙区 | 210,036  | 2位      |              | 陳瑩 · （プユマ語：Asenay Daliyalrep） · （ 民主進歩党)     | [ 13 ] [ 31 ] |
| 平地原住民選挙区 | 210,036  | 3位      |              | 黄仁 · （アミ語：Kin Cyang） · （ 中国国民党）              | [ 13 ] [ 31 ] |

## 全国不分区及び僑居国外国民選挙区
全国不分区及び僑居国外国民選挙区の前身は職能団体・労働団体代表、華僑代表、全国不分区代表である:88。うち職業団体と華僑代表は1948年の1948年中華民国立法委員選挙の時からあり、職業団体の代表は6つの選挙区（農業団体、漁業団体、労働者団体、商工業団体、教育団体、自由業団体）があり、89名の議員が選出された。1972年中華民国立法委員増額選挙では8名、1980年立法委員選挙では16名、1989年立法委員選挙では18名がそれぞれ選出されたが、1992年の第2回立法委員選挙で廃止された:92-96。
華僑代表は第一回中華民国立法委員選挙で世界を15の選挙区に分割され、合計19人の華僑議員選出が計画されたが、実際に選出されたのはその半数以下であった:85。1972年中華民国立法委員増額選挙では世界が5つの選挙区に分割されたが、選出方式は総統による指名に変わった:84-85。1980年立法委員選挙以降、選挙区は8つの地域選挙区と1つの「不分区」からなり、第2回立法委員選挙以降の選出方法が比例代表制に変更された。なお、同じ政党の党員がこの選挙区で5人以上で選出される場合、少なくとも1人が女性でなければならないクオータ制も設定された。
「全国不分区選挙区」は1992年の第2回立法委員選挙で初めて適用された。『中華民国憲法』によって規定される「中華民国」の法定領土の全域から、比例代表制によって41名の立法委員が選出される。議席数は最大剰余方式（ヘル式）で配分される:85。第7回立法委員選挙からは「全国不分区」と「僑居国外国民」が34人を選出する1つの選挙区に統合され、小選挙区比例代表並立制が導入される（比例代表の選出方式は全国不分区選挙区と同じ）。うち政党得票率が5%以上の政党は全国不分区及び僑居国外国民選挙区の議席を得る（阻止条項）。また、全国不分区及び僑居国外国民選挙区は現在、中華民国の選挙区で唯一クオータ制を採用している選挙区である。つまり各政党の比例代表当選者のうち、女性は半分以上でなければならない。名簿の登載順位によればそうでない場合、下位の女性候補を優先的に当選させる。
| 選挙区                           | 有権者数   | 政党 | 政党       | 得票数    | 得票率 | 議席数 | 現職立法委員                                                                                           | 参考資料      |
| -------------------------------- | ---------- | ---- | ---------- | --------- | ------ | ------ | --- | ------------- |
| 全国不分区及び僑居国外国民選挙区 | 19,566,007 |      | 民主進歩党 | 4,982,062 | 36.16% | 13     | 林月琴、沈伯洋、張雅琳、洪申翰、羅美玲、范雲、柯建銘、沈発恵、荘瑞雄、林楚茵、郭昱晴、陳培瑜、王正旭   | [ 75 ] [ 31 ] |
| 全国不分区及び僑居国外国民選挙区 | 19,566,007 |      | 中国国民党 | 4,764,576 | 34.58% | 13     | 韓国瑜、柯志恩、葛如鈞、翁曉玲、陳菁徽、呉宗憲、林倩綺、陳永康、許宇甄、謝龍介、蘇清泉、張嘉郡、王育敏 | [ 75 ] [ 31 ] |
| 全国不分区及び僑居国外国民選挙区 | 19,566,007 |      | 台湾民衆党 | 3,040,615 | 22.07% | 8      | 黄珊珊、黄国昌、陳昭姿、呉春城、麦玉珍、林国成、林憶君、張啓楷                                         | [ 75 ] [ 31 ] |